# Dylan Walsh
Pour les articles homonymes, voir Walsh.
Dylan Walsh, est un acteur américain, né le 17 novembre 1963, à Los Angeles, en Californie.
Il débute dans les années 1990, et se fait remarquer en jouant notamment des premiers rôles dans des séries policières comme Gabriel Bird (1990-1991) et Brooklyn South (1997-1998). Parallèlement, au cinéma, il joue essentiellement des rôles secondaires dans des films comme Loverboy, Tout pour réussir, Un homme presque parfait, Congo et Men.
Mais le succès et la consécration arrivent finalement dans les années 2000, lorsqu'il décroche le rôle de Sean McNamara dans la série dramatique Nip/Tuck (2003-2010), une création de Ryan Murphy. 
L'acteur s'installe alors sur le petit écran en rejoignant la distribution de la série policière Unforgettable (2011-2016) tout en jouant, ponctuellement, au cinéma avec des films comme Nous étions soldats, Créance de sang, Edmond, Entre deux rives, Le Beau-père, Secretariat...
En 2018, il est à l'affiche de l'éphémère comédie Life Sentence.
Depuis 2021, il est le général Lane, dans la série Superman et Loïs.

## Biographie

### Jeunesse et formation
De son véritable nom Charles Hunter Walsh, il passe les dix premières années de sa vie en Afrique de l'Est, en Inde et en Indonésie, ses parents travaillant pour le Ministère des Affaires Étrangères. Sa famille retourne ensuite s'installer aux États-Unis, en Virginie. 
Dylan y fait sa première expérience sur les planches, au lycée. Il entre ensuite à l'Université de Virginie où il obtient en 1986 un diplôme de fin d'études en anglais.
Après son diplôme, il déménage à New York afin de se lancer véritablement dans une carrière d'acteur, d'abord sous un pseudonyme, avant d'utiliser son nom dans ses rôles à partir de 1989.

## Carrière

### Débuts et révélation télévisuelle (années 1990 et 2000)
Il fait ses premières armes dans la série Kate and Allie et apparaît dans Tout pour réussir de John Boorman. Enchaînant les rôles secondaires dans des films pour le cinéma ou la télévision, ou les séries au début des années 1990, sa carrière prend son envol en 1994. Cette année-là, il est à l'affiche d'Un homme presque parfait aux côtés de Paul Newman et Bruce Willis, et dans la superproduction Congo de Frank Marshall. Mais ces deux films ne rencontreront pas le public,,.  
Après ces deux échecs, Walsh enchaîne malgré tous les projets, y compris une apparition dans la série Brooklyn South, jusqu'à son rôle dans Jet Boy en 2001. Le succès critique du film et son interprétation lui permettent de revenir en haut de l'affiche. Il enchaîne avec le film de guerre Nous étions soldats en 2002, aux côtés de Mel Gibson, et le polar Créance de sang sous la direction de Clint Eastwood.
En 2003, il obtient le rôle du Dr Sean McNamara dans la série télévisée Nip/Tuck. Sa prestation de chirurgien esthétique as du bistouri, en conflit éternel avec son ami et collègue, le Dr Christian Troy (interprété par Julian McMahon), lui vaut enfin la reconnaissance. C'est ainsi qu'il acquiert à la notoriété internationale. L'acteur est payé 125 000 dollars par épisodes. Un rôle qu'il occupe pendant les six saisons du show et qui lui vaut une proposition pour le Satellite Award du meilleur acteur dans une série télévisée dramatique.
Auparavant, l'acteur joue dans quelques épisodes de la série Everwood. En 2005, il joue dans le film Entre deux rives, un second rôle aux côtés de Keanu Reeves et Sandra Bullock.

### Rôles réguliers (années 2010)
En 2011, un an après l'arrêt de Nip/Tuck, l'acteur choisit d'incarner un personnage diamétralement opposé à celui de Sean McNamara en jouant le lieutenant Al Burns pour la série policière Unforgettable, portée par Poppy Montgomery, elle aussi révélée à la télévision dans FBI : Portés disparus. La série lui permet de confirmer son statut de star du petit écran.
Après de nombreuses apparitions dans des séries télévisées à succès telles que Les Experts, Drop Dead Diva, Revenge, Castle mais aussi NCIS : Nouvelle-Orléans, dans laquelle il joue dans une poignée d'épisodes de la saison 1, il finit par décrocher l'un des premiers rôles, en 2017, de la mini-série dramatique When We Rise qui raconte la naissance des mouvements LGBT au lendemain des émeutes de Stonewall en 1969.
L'année suivante, il est à l'affiche Life Sentence, aux côtés de Lucy Hale, popularisée par Pretty Little Liars, mais cette série comique est arrêtée à l'issue d'une courte saison, faute d'audiences, par le réseau The CW Television Network. 
En 2019, il porte le téléfilm Une famille trop accueillante…, un thriller qui met en scène Ana, une jeune universitaire écossaise venue étudier aux États-Unis, qui se lie d'amitié et devient colocataire d'une famille, en apparence, parfaite.  

### Vie privée
Dylan Walsh s'est marié à l'actrice Melora Walters en 1996, et divorce en 2003. Ils ont eu deux enfants, Thomas Charles Walsh (né le 30 avril 1996) et Joanna Marie Walsh (née le 19 novembre 1997). Il s'est remarié en 2004 à l'actrice Joanna Going avec qui il a eu une fille, Stella Haven Walsh (née le 22 novembre 2003). Il en divorce en décembre 2012. Ce divorce lui aurait coûté la moitié de sa fortune personnelle selon la presse people. 
Il est en couple avec Leslie Bourque. Le couple accueille une petite Amélie en novembre 2011 et un petit garçon prénommé Hudson, en 2013,.

## Filmographie

### Cinéma

#### Court métrage
- 2005 : Antebody de James P. Gleason : Jacob Ambro

#### Longs métrages
- 1989 : Loverboy de Joan Micklin Silver : Jory Talbot
- 1990 : Tout pour réussir (When the Heart Is) de John Boorman : Tom
- 1990 : Le Mariage de Betsy (Betsy's Wedding) de Alan Alda : Jake Lovell
- 1993 : L'Enfer des neiges (en) (Arctic Blue) de Peter Masterson : Eric Desmond
- 1994 : Radio Inside de Jeffrey Bell : Michael Anderson
- 1994 : Un homme presque parfait (Nobody's Fool) de Robert Benton : Peter Sullivan
- 1995 : Congo de Frank Marshall : Dr Peter Elliot
- 1996 : Eden de Howard Goldberg : Bill Kunen
- 1997 : Changing Habits de Lynn Roth : Felix Shepherd
- 1997 : Men de Zoe Clarke-Williams : Teo Morrison
- 1999 : Terrorisme en haute mer (Final Voyage (en)) de  Jim Wynorski : Aaron Carpenter
- 1999 : Chapter Zero de Aaron Mendelsohn : Adam Lazaras
- 2001 : Jet Boy de Dave Schultz : Boon Palmer
- 2002 : Nous étions soldats (We Were Soldiers) de Randall Wallace : Robert Edwards
- 2002 : Par 6 de Grant Heslov : Mac Hegelman
- 2002 : Créance de sang (Blood Work) de Clint Eastwood : Inspecteur John Waller
- 2002 : Deadly Little Secrets de Fiona Mackenzie : Cole Chamberlain
- 2003 : Power Play, séisme de Joseph Zito : Matt Nash
- 2005 : Edmond de Stuart Gordon : L'interrogateur
- 2006 : Entre deux rives (The Lake House) de Alejandro Agresti : Morgan
- 2008 : Just Add Water de Hart Bochner : Ray Tuckby
- 2009 : Le Beau-père (The Stepfather) de Nelson McCormick : David Harris
- 2010 : Secrétariat de Randall Wallace : Jack Tweedy
- 2014 : Authors Anonymous de Ellie Kanner : Alan Mooney
- 2016 : C Street de Peter James Iengo : Sénateur Fallon
- 2018 : Fright Fest de Ante Novakovic : Spencer Crowe
- 2019 : Alter Ego de Ezio Massa : Alan Schaeffer

### Télévision

#### Séries télévisées
- 1987 : CBS Schoolbreak Special : Tom Strickland (1 épisode)
- 1987 - 1989 : Aline et Cathy (Kate & Allie) : Steve / Ben (4 épisodes)
- 1990 - 1991 : Gabriel Bird : Louis Klein (rôle principal - 22 épisodes)
- 1997 - 1998 : Brooklyn South : officier Jimmy Doyle (rôle principal - 22 épisodes)
- 1998 : Au-delà du réel : L'aventure continue (The Outer Limits) : sergent Eldritch (saison 4, épisode 3)
- 1999 : Legal Aid : rôle non communiqué (Pilote non retenu)
- 2002 : Hôpital San Francisco (Presidio Med) : Danny Gibson (saison 1, épisode 2)
- 2002 : La Treizième Dimension (The Twilight Zone) : Adam (saison 1, épisode 6)
- 2003 - 2004 : Everwood : Carl Feeney (saison 1, épisodes 14 et 22 + saison 2, épisode 17)
- 2003 - 2010 : Nip/Tuck : Dr Sean McNamara (rôle principal - 100 épisodes)
- 2007 : New York, unité spéciale (Law & Order: Special Victims Unit) : Malcolm Royce (saison 8, épisode 20)
- 2011 - 2016 : Unforgettable : lieutenant Al Burns (rôle principal - 61 épisodes)
- 2012 : Drop Dead Diva : Lawrence Brand (saison 4, épisode 12)
- 2012 : Les Experts (CSI: Crime Scene Investigation) : Tom Cooley (saison 13, épisode 8)
- 2013 : Revenge : Jason Prosser (saison 2, épisodes 11 et 12)
- 2013 : Castle : Agent Harris (saison 5, épisodes 15 et 16)
- 2015 : NCIS : Nouvelle-Orléans : capitaine Jim Messier (saison 1, épisodes 21, 22 et 23)
- 2015 : Motive : Wayne Hobbs (saison 3, épisode 4)
- 2016 - 2017 : Longmire : Shane Muldoon (saison 5, 3 épisodes et saison 6, 1 épisode)
- 2016 : Designated Survivor : commandant Max Clarkson (saison 1, épisode 5)
- 2017 : When We Rise : Dr Marcus Conant (mini-série)
- 2017 : Chicago Justice : Ken Banks (saison 1, épisode 12)
- 2018 : Life Sentence : Paul Abbott (rôle principal - 13 épisodes)
- 2018 : New York, unité spéciale : John Conway (saison 20,  épisodes 1 et 2)
- 2019 : Whiskey Cavalier : Alex Ollerman (saison 1, 3 épisodes)
- 2020 : Blue Bloods : "Peter Chase" Le Nouveau Maire
- 2020 : Superman & Lois : Général Lane

#### Téléfilms
- 1989 : When We Were Young de Daryl Duke : Lee Jameson
- 1989 : Chameleons de Glen A. Larson : Stan
- 1993 : Manipulation meurtrière (Telling Secrets) de Marvin J. Chomsky : Jesse Graham
- 1997 : Divided by Hate de Tom Skerritt : Louis Gibbs
- 1997 : Un si jolie casse (The Almost Perfect Bank Roberry) de David Burton Morris : Frank Syler
- 2002 : Jo de Mike Newell : rôle non communiqué
- 2003 : The Lone Ranger (en) de Jack Bender : Kansas City Haas
- 2003 : Avec les yeux du cœur (More Than Meets the Eye: The Joan Brock Story) de Mike Robe : Jim Brock
- 2007 : Perdus dans la tempête (Lost Holiday: The Jim & Suzanne Shemwell Story) de Gregory Goodell : Jim Shemwell
- 2010 : The Line de Michael Dinner : Jack Donovan
- 2019 : Une famille trop accueillante... (Deadly Switch) de Svetlana Cvetko : Peter.  Voix française : William Coryn est la voix française régulière de Dylan Walsh l'ayant doublé dans Le Beau-père, un épisode de New York Unité Spéciale... Philippe Valmont l'a quant à lui doublé dans la série Unforgettable.

## Distinctions
Sauf indication contraire ou complémentaire, les informations mentionnées dans cette section proviennent de la base de données IMDb.

### Nominations
- 10e cérémonie des Satellite Awards 2005 : meilleur acteur dans une série télévisée dramatique pour Nip/Tuck